# Hans Maler zu Schwaz
Hans Maler zu Schwaz alias Johannes Maler zu Schwaz (* vermutlich 1480/88 in Ulm; † 1526/29 in Schwaz) war ein deutscher Porträt-Maler.

## Leben und Wirken
Hans Maler ist ein Zeitgenosse von Albrecht Dürer. Vermutet wird seine Ausbildung in der Werkstatt der Ulmer Schule von Bartholomäus Zeitblom. Hauptsächlich tätig war er im österreichischen Schwaz, zirka 30 km östlich von Innsbruck. Wahrscheinlich führte ihn Bernhard Strigel mit seiner Werkstatt nach Tirol. Die florierende Silberstadt Schwaz bot für Maler das geeignete Umfeld für seine Tätigkeit.
Maler schuf zahlreiche Porträtwerke, aber auch sakrale Bildthemen gehören zu seinem Œuvre. Er wurde erstmals 1510 in einer Urkunde als Porträtmaler zweier Werke von Maria von Burgund erwähnt, die er im Auftrag von Maximilian I. angefertigt hatte. Seine Auftraggeber waren der habsburgische Hof in Innsbruck und Schwazer Kaufleute, speziell die Fugger. Mindestens dreimal hat er später Ferdinand I. und viermal Anna von Böhmen und Ungarn porträtiert.
Von Anton Fugger sind drei verschiedene Porträt-Versionen tradiert. Malers Bild des Sigmund von Dietrichstein (* 1480), eines Günstlings Kaiser Maximilians, gilt als ältestes seiner tradierten Porträts. Es ist vermutlich um 1517 entstanden. Das letzte Werk stammt aus dem Jahr 1526 und zeigt Matthäus Schwarz (1497–1574), den Finanzdirektor der Fugger in Augsburg, Laute spielend. Diese Aktionsdarstellung ist bei den überlieferten Werken einzigartig. Das Werk vermittelt den zeitgemäßen Einsatz der Kunst, die auch auf besondere Wünsche des Kunden eingeht.

## Forschungsablauf
Der Künstler geriet nach seinem Tod in Vergessenheit. Seine Werke wurden anderen Künstlern zugeschrieben oder galten als anonym. Erst Ende des 19. Jahrhunderts begann die Erforschung seines Werkes.
Der Kunsthistoriker Ludwig Scheibler entdeckte 1887 die Handschrift dieses Künstlers und wies darauf hin, dass Maler nicht zu verwechseln ist mit dem Vater von Lucas Cranach dem Älteren, der ebenfalls Hans Maler hieß und etwa zur gleichen Zeit lebte. Hierzu konnte Scheibler auf Grund seiner Forschungsarbeiten nicht nur die räumliche Distanz der beiden Künstler nachweisen, sondern vor allem die wesentlich bedeutenderen Werke des Ulmer und späteren Tiroler Hans Maler diesem eindeutig zuweisen. Zu ähnlichen Ergebnissen kam auch der unabhängig von Scheibler, aber in der gleichen Thematik forschende Robert Vischer. Der österreichische Kunsthistoriker Stefan Krause führt hierzu die entsprechende Beweisführung Scheiblers und Vischers in seiner Dissertationsarbeit über „Die Porträts von Hans Maler – Studien zum frühneuzeitlichen Standesporträt“ von 2008 klar ersichtlich auf.
Im Jahr 1891 wurde Maler durch Theodor von Frimmel erstmals lokalisiert und 1895/97 charakterisierte Max Jakob Friedländer sein Œuvre. Circa 26 Porträts befanden sich um 1929 in öffentlichem und privatem Besitz. Im Jahr 1905 gelang dem Kunsthistoriker Gustav Glück anhand der Signatur HANS MALER VON ULM MALER ZVO SCHWATZ auf der Rückseite des Porträts Anton Fuggers (1524) die Identifizierung des Künstlernamens. Ein Jahr später publizierte Glück das einzige tradierte Dokument von Hans Maler, einen Brief an Königin Anna, die bei ihm zehn Porträts in Auftrag gegeben hatte.
In seiner Dissertation über die Porträts Hans Malers konnte Stefan Krause 40 Porträts zusammenstellen. In ihrer Arbeit über das Sakralwerk von Hans Maler wies Anna Mohrat-Fromm 20 Sakralwerke des Künstlers nach. Sie erschloss 25 Porträts von Hans Maler, wobei der Verbleib von zwei Porträts unbekannt ist.

## Signatur
Hans Maler hat vier seiner tradierten Werke signiert. Seine Signaturen lauten: HM MZS Hans Maler Maler zu Schwaz, HM und HANS MALER VON ULM MALER ZVU SCHWATZ.

## Stil
Seine Werke veranschaulichen den zeitgemäßen Porträtstil. Hans Dauchers (um 1485–1538) Medaillon-Darstellung eines Profilporträts mit Büstensockel wurde eine beliebte Vorlage. Hans Maler zu Schwaz setzte diesen Typ 1520 bei seinem Porträt Anna Regina ein. Ebenso setzte Maler den von Albrecht Dürer 1519 bei seinen Bildern Kaiser Maximilian I. und Jakob Fugger gebildeten Porträttyp des Staatsporträts ein. Dies verdeutlichen seine Bilder Anton Fugger und Anna Jagiellonica. Die Würde des Dargestellten wird durch eine auf das Wesentliche konzentrierte Wiedergabe verdeutlicht.
In seinem Selbstbildnis des Jahres 1498 wählt Maler eine ähnliche Sitzposition und Haltung, aber spiegelbildlich und vor einem Ausblick in eine Landschaft. Die Bildwerke Malers ermöglichen ferner einen Einblick in die Kostümgeschichte, an der gemäß der seit 1497 entworfenen und 1530 genehmigten Kleiderordnung, der RPO (Reichspolizeiordnung), der gesellschaftliche Stand abgelesen werden konnte. Kaiser Maximilian I. verwendete die Porträts zu Propagandazwecken. Das Hofbildnis bezeugt Individualisierung und Idealisierung. Malers Bilder gaben dessen Aussehen wieder und wurden wie seine Person geehrt. Auch die Physiognomien wurden entsprechend dem Status wiedergegeben.
Bei den Porträts handelt es sich meistens um Büsten-Porträts/Brustporträts oder Schulterstücke und Halbfiguren-Porträts mit neutralem polychromen Hintergrund, der sich nach unten aufhellt. Hans Maler ist stilverwandt mit Bernhard Strigel. Detailreichtum und lineare Malweise kennzeichnen seine Werke. Tradiert ist ein Profilporträt, ansonsten erfolgt seine Darstellung meist im Halbprofil.

## Rezeption
Malers Büstenporträt eines bartlosen 33-jährigen Mannes aus dem Jahr 1521 zierte ab 1965 spiegelbildlich den 500-DM-Schein der dritten Serie. Wenn es sein Selbstbildnis darstellen sollte,  wäre Hans Maler 1488 geboren.

## Werke (Auswahl)

### Porträts
- 1510 Maria von Burgund, Kunsthistorisches Museum, Wien
- 1517 Sigismund von Dietrichstein, Klassik Stiftung Weimar, Schlossmuseum, Weimar, Inv.-Nr. G 21
- 1517 Sebastian Andorfer (1469–1537) mit Bart, als Silberbrenner Beamter im Schwazer Bergbaubetrieb, zeitweilig Bauleiter des Franziskanerklosters, Metropolitan Museum of Art, New York, Inv.-Nr. 32.100.33
- 1517 Sebastian Andorfer (1469–1537) ohne Bart, Privatbesitz
- 1519 Anna von Böhmen und Ungarn, Museo Thyssen-Bornemisza, Madrid, Inv.-Nr. 275 (1937.2)
- 1519 Erzherzogin Maria (1505–1558), spätere Königin von Böhmen und Ungarn, Kunstsammlungen der Veste Coburg, Inv.-Nr. M.425
- 1519 Unbekannter Mann, Dresden, Staatliche Kunstsammlungen Dresden, Gemäldegalerie Alte Meister, Inv.-Nr. 1901
- 1520 Anna Jagiellonica, Inschrift: ANNA REGINA 1520 Anno Etatis 16, 2007 bei Christie’s in Wien versteigert
- 1521 Anna von Böhmen und Ungarn (1503–1547), Tiroler Landesmuseum Ferdinandeum, Innsbruck, Inv.-Nr. Gem 1919
- 1521 Erzherzog Ferdinand, der spätere Kaiser Ferdinand I. (1503–1564), Öl auf Lindenholz, 25,2 cm × 20,7 cm, Kunsthistorisches Museum, Wien, Gemäldegalerie, Inv.-Nr. GG 831
- 1521 Erzherzog (Kaiser) Ferdinand I. (1503–1564), 24 cm × 20 cm, Anhaltische Gemäldegalerie, Dessau, Inv.-Nr. 262
- 1521 Erzherzog (Kaiser) Ferdinand I. (1503–1564), Aufbewahrungsort unbekannt, ehemals Sammlung Kuppelmayr, München, 1896 versteigert
- 1521 Bartloses Herrenporträt, Öl auf Lindenholz, 37,3 cm × 31,3 cm, Kunsthistorisches Museum, Wien, Inv.-Nr. GG 884
- 1523 Herrenporträt, Privatbesitz, Mertoun House, Schottland, Signatur: HM MZS
- 1524 Erzherzog (Kaiser) Ferdinand I. (1503–1564), Porträt im Profil, Uffizien, Florenz, Inv.-Nr. 1215
- 1524 Anton Fugger, nach Beschlagnahmung 1948 Deponierung auf Schloss Veltrusy, 2002 wegen Hochwasser evakuiert, Deponierung auf Schloss Mnichovo Hradiště, seit 2010 als Leihgabe auf Schloss Děčín, Tschechien, Signatur: HANS MALER VON VLM·MALER ZVO SCHWATZ
- 1525 Anna Klammer von Weydach, Museum Boijmans Van Beuningen, Rotterdam, Inv.-Nr. 1485
- 1525 Anna von Böhmen und Ungarn, Staatliche Museen zu Berlin, Gemäldegalerie, Inv.-Nr. 592A, Inschrift ANNA REGINA, galt in England als Bildnis der Anna Boleyn, daher stammen Kopien des 19. Jh. als Darstellungen von Anna Boleyn.
- 1525 Anton Fugger, Öl auf Holz, 42,2 cm × 34 cm, Staatliche Kunsthalle Karlsruhe, Karlsruhe Inv.-Nr. 1722
- 1525 Anton Fugger, Allentown Art Museum, Allentown, Pennsylvania, Inv.-Nr. 61.46.G
- 1525 Ulrich Fugger der Jüngere, Metropolitan Museum of Art, New York, Inv.-Nr. 14.40.630
- 1526 Matthäus Schwarz, Louvre, Paris, Inv.-Nr. R.F.1958-8
- Ferdinand I. und Ehefrau Anna von Böhmen und Ungarn
- Königin Anna, Zeichnung für einen polychromen Holzschnitt

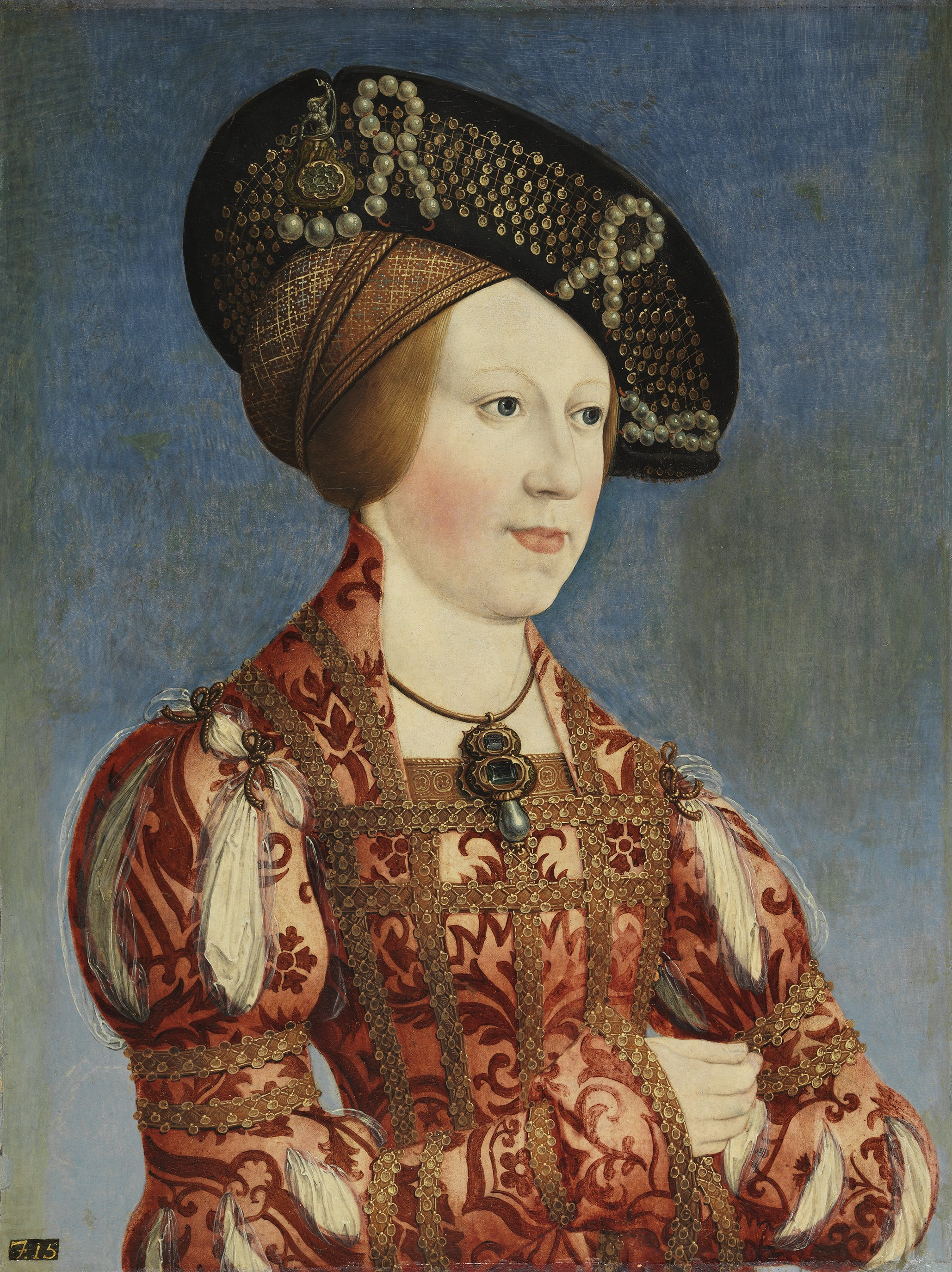
Anna von Böhmen und Ungarn, um 1519
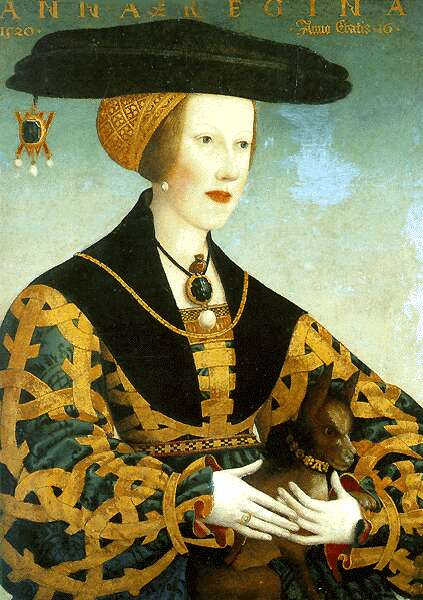
Anna Jagiellonica, 1520
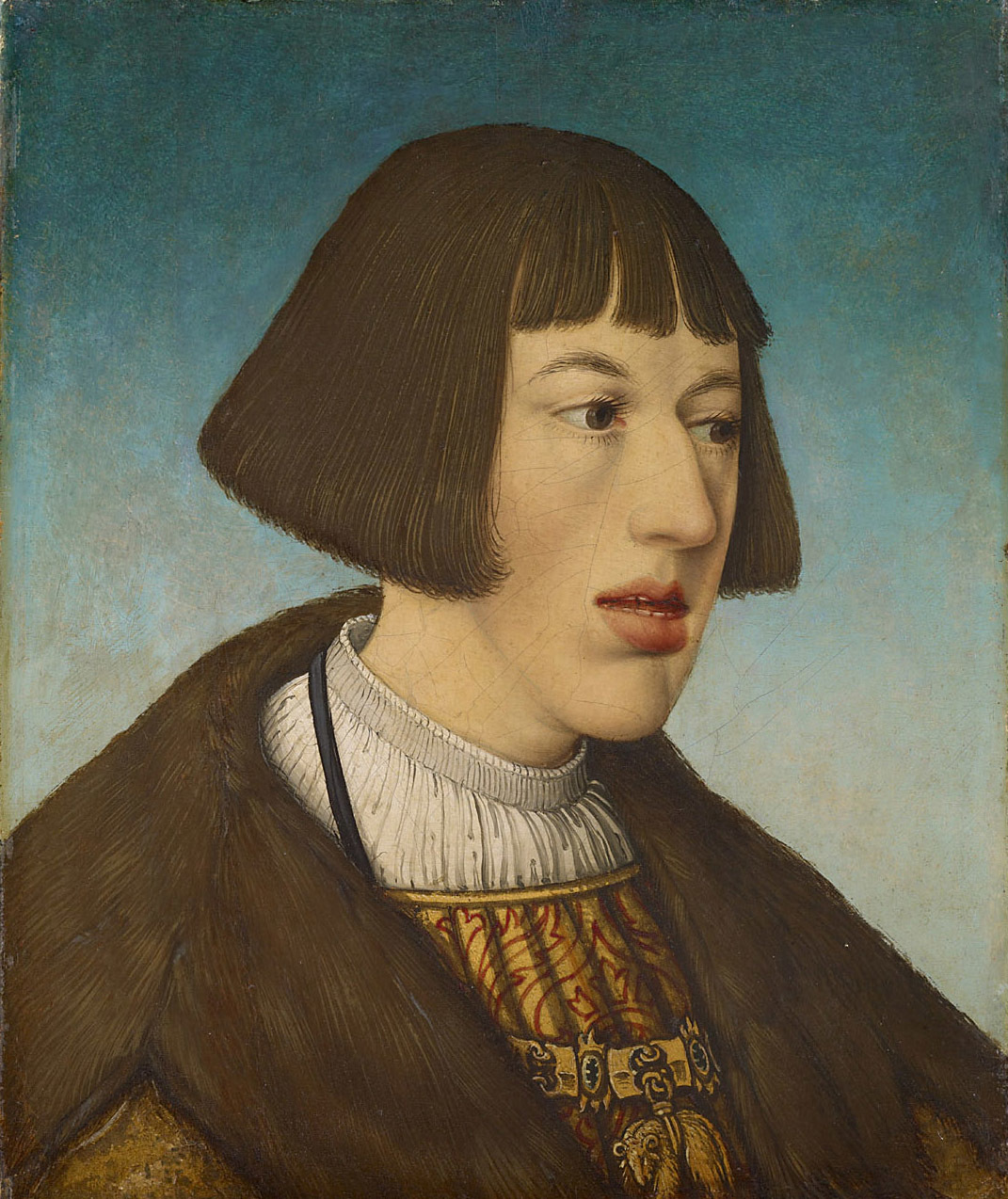
Erzherzog Ferdinand, 1521
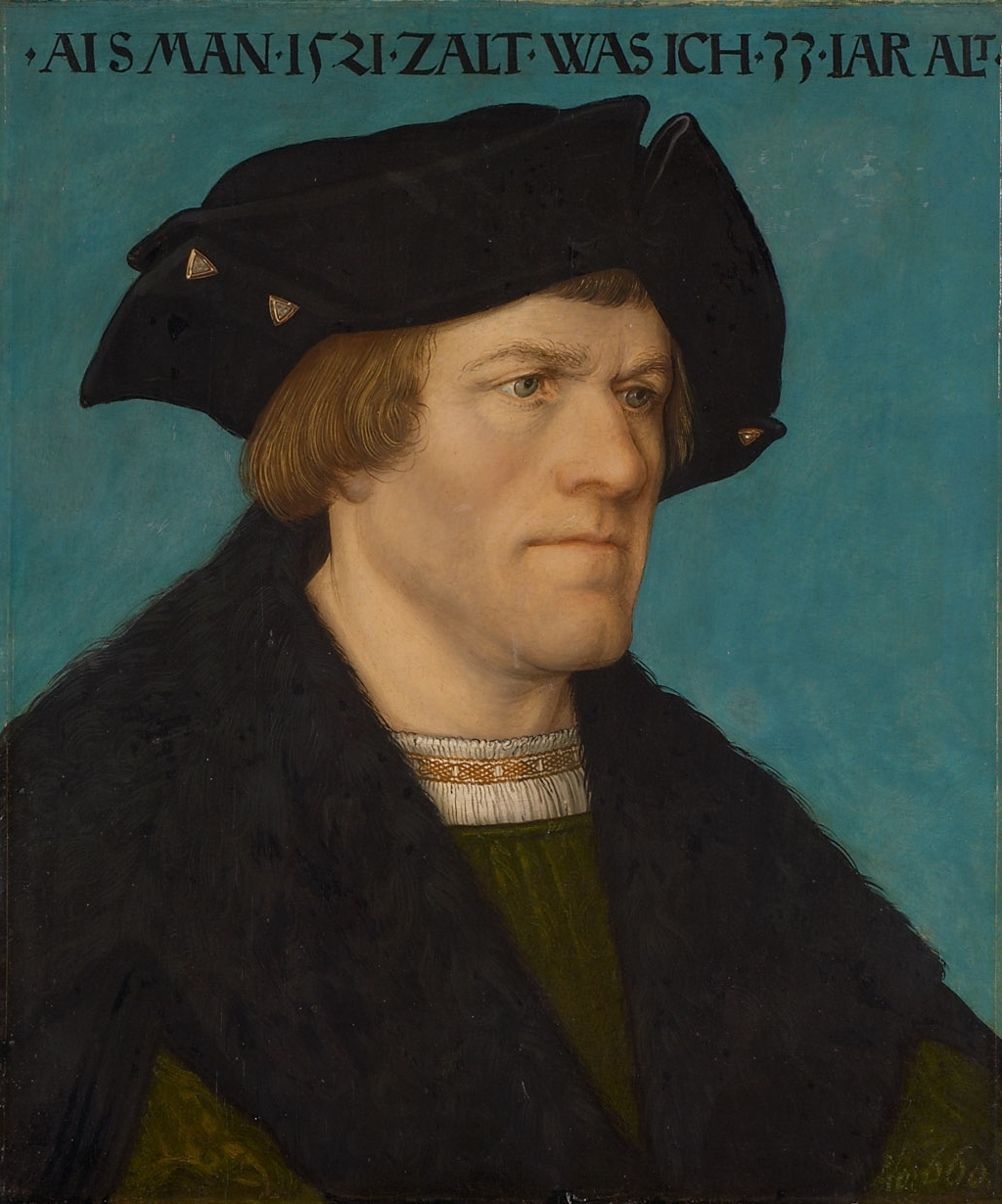
Bartloser Mann, Inschrift: .ALS MAN. 1521. ZALT. WAS ICH. 33. IAR ALT.
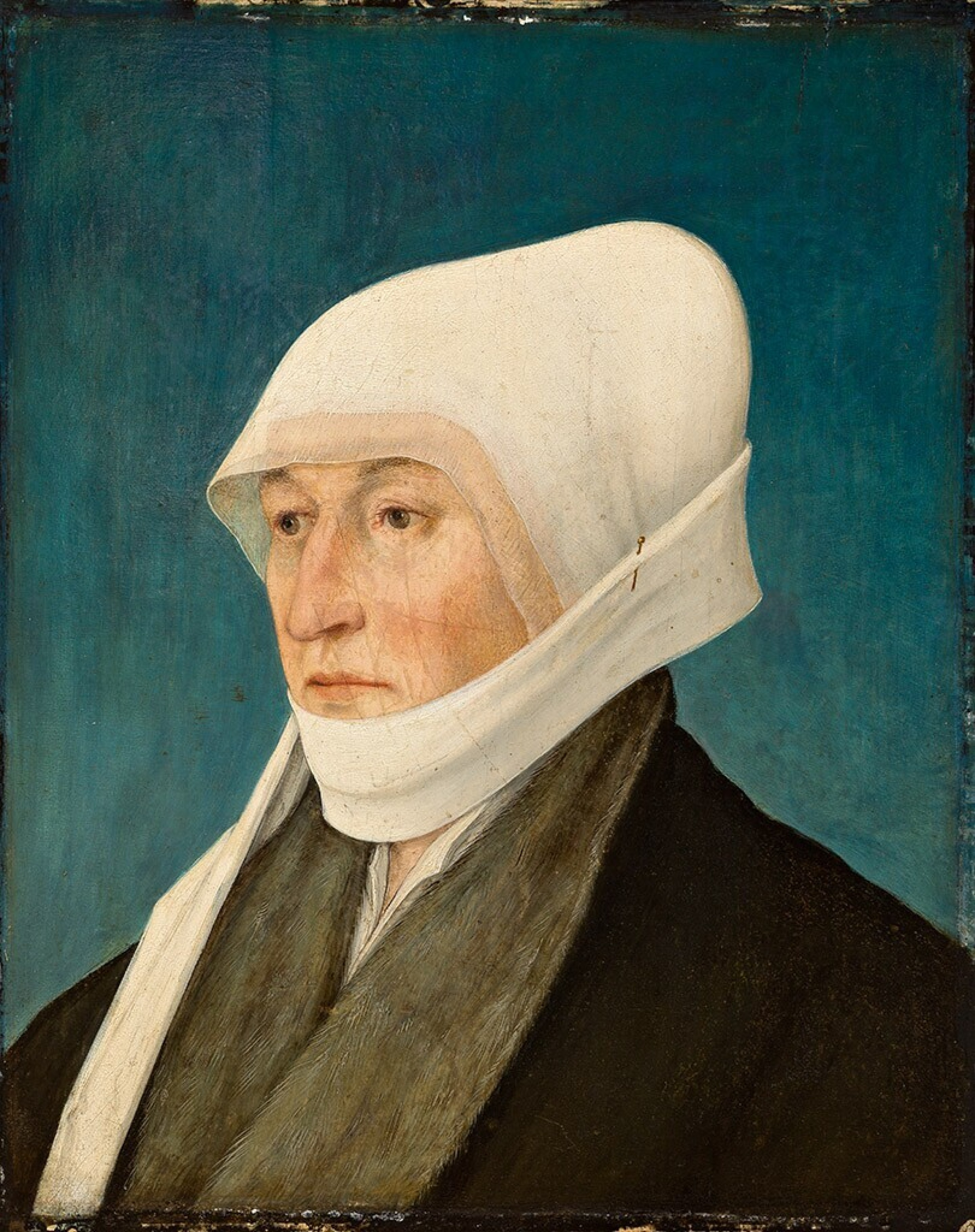
Anna Klammer von Weydach, 1524/1525, „bürgerliches“ Porträt
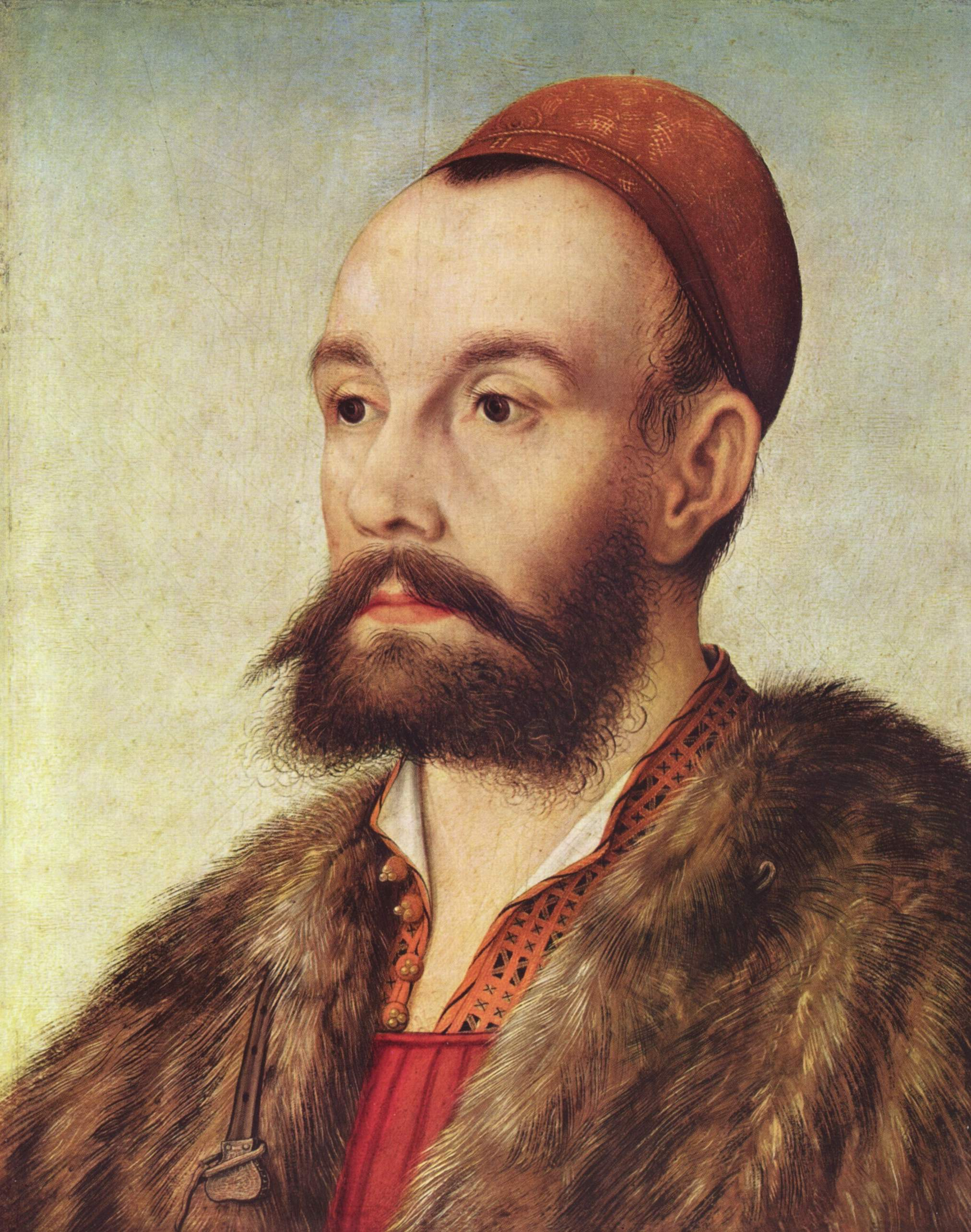
Anton Fugger, 1525
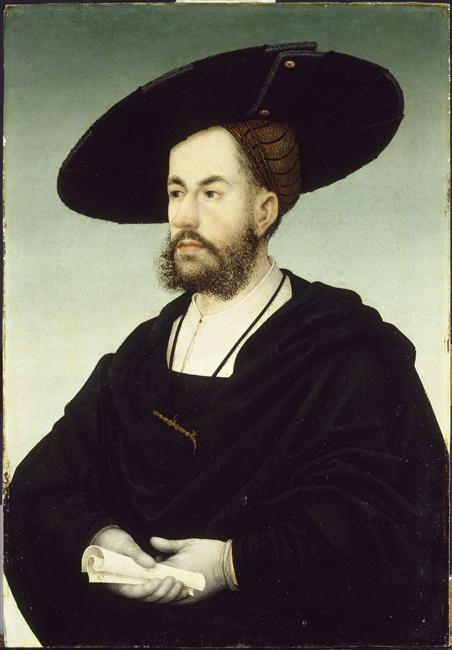
Anton Fugger, 1526; Anm.: Standeserhebung zum Graf
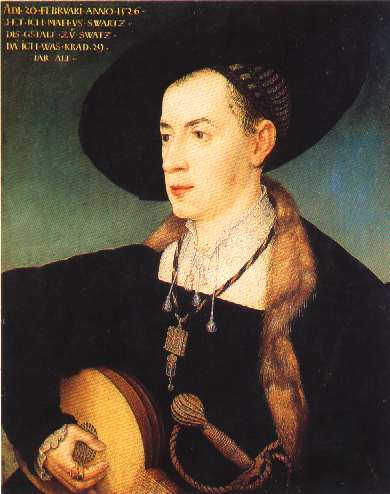
Matthäus Schwarz, 1526

### Sakrale Werke

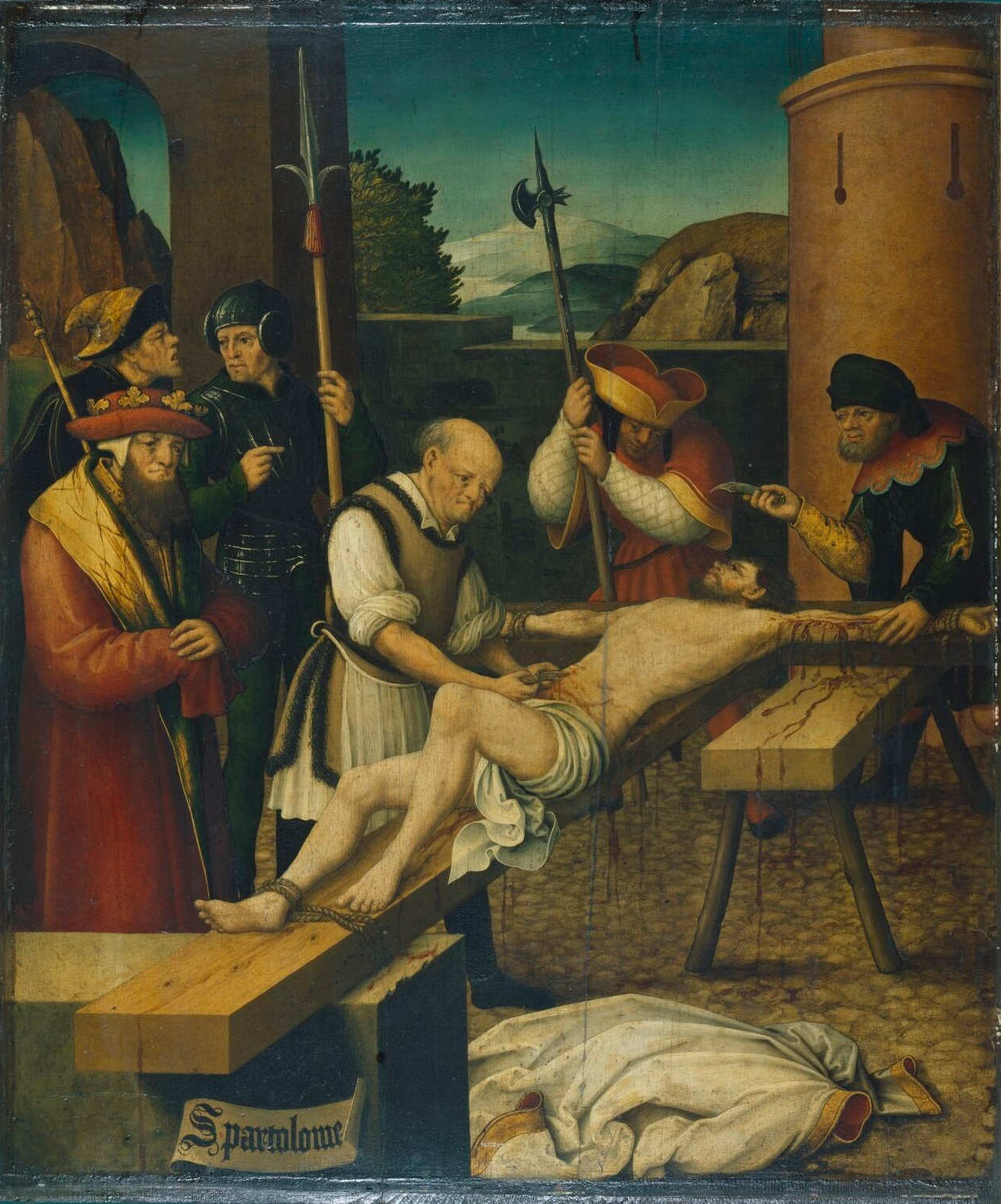
Martyrium des Apostels Bartholomäus, etwa 1521–1524

- Heilige Sippe, Gemälde, Schloss Sigmaringen, Signatur: HM (ligiert)
- Christus das Kreuz tragend, Art Institute of Chicago, 1515, Inv.-Nr. 1947.87

Vier Gemälde für den Apostelaltar der Franziskanerkirche zu Schwaz (1515 konsekriert):
- Martyrium des Apostels Judas Thaddäus, zugeschrieben, Tafel, Schloss Tratzberg bei Schwaz
- Martyrium des Apostels Paulus, zugeschrieben, Schloss Tratzberg bei Schwaz
- Martyrium des Apostels Andreas, zugeschrieben, Germanisches Nationalmuseum, Nürnberg, Inv.-Nr. Gm264
- Martyrium des Apostels Bartholomäus, zugeschrieben, Germanisches Nationalmuseum, Nürnberg, Inv.-Nr. Gm263